# Dorothy Maclean
Dorothy Maclean (Guelph, 7 de janeiro de 1920 – 12 de março de 2020) foi uma escritora e educadora canadiana em assuntos espirituais, sendo um dos três elementos fundadores da Findhorn Foundation, no norte da Escócia.
Obteve um bacharelato, de três anos, em Artes (BA) na Universidade de Western Ontario. A partir de 1941 trabalhou para os Serviços Secretos Britânicos (MI6) em Nova Iorque. Esteve, ainda em serviço, no Panamá.
De regresso a Nova Iorque conheceu Sheena Govan, e foi através dela que, posteriormente, conheceu Peter Caddy. Vivendo, já, em Inglaterra, nos anos 50, Dorothy integrou-se nas práticas espirituais de Sheena, Peter e, eventualmente, Eileen Caddy. Quando o casal Peter e Eileen foram sugeridos para gerir o Hotel Cluny Hill, na Escócia, Dorothy juntou-se-lhes como secretária da unidade hoteleira.
Após Peter e Eileen terem ficado desempregados, em 1962, mudaram-se para um parque de caravanas próximo de Findhorn no norte da Escócia. Em 1963 construíram um anexo e Dorothy pôde continuar a trabalhar com eles. Ao redor de Peter, Eileen e Dorothy foi crescendo uma comunidade, que desde 1972 é conhecida como Findhorn Foundation.
Foi conhecida pelo seu trabalho com devas. O seu livro To Hear the Angels Sing dá-nos uma perspectiva sobre esse trabalho, proporcionando, também, material auto-biográfico.
Dorothy deixou a Fundação em 1973, tendo fundado nos Estados Unidos uma organização educativa, juntamente com David Spangler.
Morreu no dia 12 de março de 2020, aos 100 anos.